# IC 4348
IC 4348 — эллиптическая галактика типа Е в созвездии Волопас. Поверхностная яркость — 13,4 mag/arcmin². Этот объект входит в число перечисленных в оригинальной редакции «Нового общего каталога».